# Лукавець (притока Бистриці-Надвірнянської)
Лу́каве́ць (деколи — Лукове́ць) — річка в Україні, в межах Надвірнянського району Івано-Франківської області. Ліва притока Бистриці-Надвірнянської (басейн Дністра).

## Опис
Довжина — 16 км, площа басейну — 25,8 км², похил річки — 4,5 м/км. Відстань від гирла основної річки до місця впадіння — 23 км.
Знаходиться між річками Малий Лукавець та Горохолина, місце впадіння — поблизу с. Тисменичани.
Бере початок на південь від села Копачівка, серед гір північно-східних відногів масиву Ґорґани. Тече спершу на північний захід і північ, далі — на північний схід. Впадає до Бистриці-Надвірнянської східніше села Забережжя.[джерело?]